# John Montgomerie Hunt
John Montgomerie Hunt (* 17. April 1897 in Bardsea in Lancashire; † 31. März 1980) war ein britischer Armeeoffizier.

## Leben
John Montgomerie Hunt war ein Sohn von Thomas Charles Hunt und dessen Ehefrau Mabel Louise.
1925 hat er, der sich Jack Hunt nennen ließ, Elizabeth Yates (* 2. Mai 1902; † 7. März 2003) geheiratet. Die beiden hatten zwei Söhne. Der jüngere Sohn namens Nicholas Hunt wurde Admiral.
Von dem 3. April 1942 bis dem 16. April 1943 war er in dem Dienstgrad eines Obersts der Brigadier der 54. Indischen Brigade, die zu der Indischen Armee als einem Teil der britischen Streitkräfte gehörte.
Er ist auf dem Watts-Friedhof in Compton in Surrey begraben worden.